# كنيسة سان ميشال فرانسفيل
كنيسة سان ميشيل في فرانسفيل، الواقعة في حي العمران في تونس العاصمة، هي كنيسة كاثوليكية تم بناؤها في عام 1949 في فترة الاحتلال الفرنسي. تم تسليمها للحكومة التونسية في عام 1964، وهي اليوم تحتضن المعهد العالي للفن الدرامي بتونس.

## بناء الكنيسة

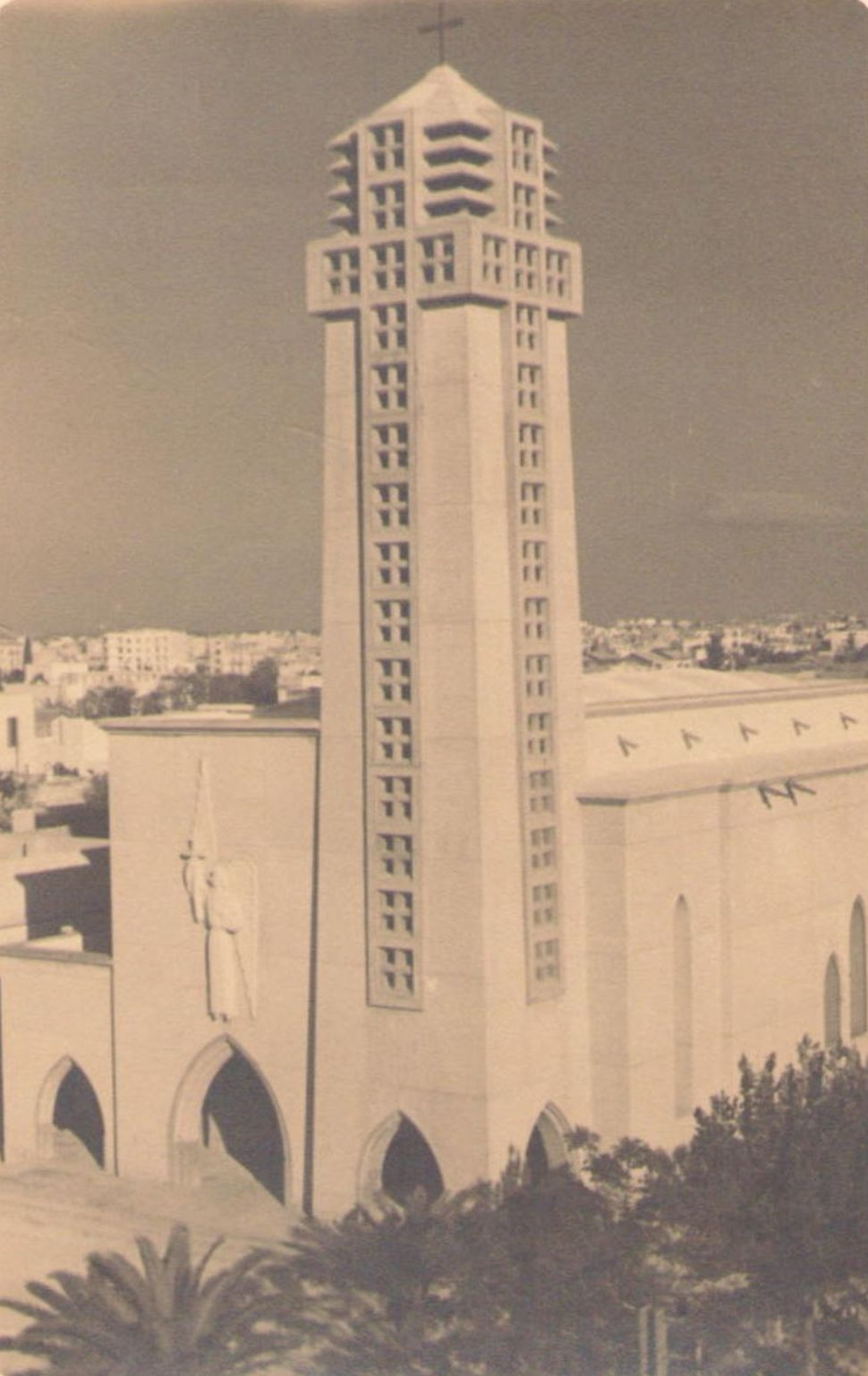
منظر للكنيسة في الخمسينيات.

إن إنشاء مركز إستعماري من قبل شركة فرانسفيل هو الذي أدى إلى ولادة المدينة واسمها. وعند تقسيم هذا العقار إلى قطع أراضٍ في عام 1923، تم تخصيص قطعتين لبناء كنيسة ومقر كاهنها. ورغم أن الأرشيفات تحتفظ بسجل لدعوة المصلين للتبرع من أجل بناء هذا المكان للعبادة، إلا أنه لا توجد أي معلومات عن موقعه أو تاريخ بنائه.
زيادة عدد السكان الأوروبيين في المدينة كانت السبب في رفعها إلى درجة "رعية" في 7 نوفمبر 1940. ومن ثم تم إطلاق دعوة جديدة للتبرع بهدف بناء كنيسة واسعة بما يكفي لاستيعاب المصلين. وبناءً على ذلك، قام الأسقف بشراء قطعة أرض بمساحة 4 آرات و23 سنتيارًا من شركة الإسكان منخفضة التكلفة.
تم وضع أول حجر أساس في عام 1941، لكن نقص التمويل كان سببًا في أن بناء المبنى تم على مراحل. رغم أن تبرعات الرعية بلغت مليون فرنك، فإن الإقامة العامة قدمت أيضًا منحة في عام 1941 وفي عام 1947 بمبلغ 200,000 فرنك. حتى عائلة بايلكي ساهمت ماليًا من خلال تنظيم حفل موسيقي دعم في عام 1944. ولتشجيع المتبرعين، تم نقش أسماء الأعضاء المؤسسين (الذين قدموا تبرعًا يزيد عن 1,000 فرنك) وأسماء الأعضاء المحسنين (الذين قدموا تبرعًا يزيد عن 500 فرنك) على جدران الكنيسة.
لم يُكتمل بناء الكنيسة إلا في عام 1949. في 11 أبريل 1948، تم تثبيت ثلاث أجراس تحمل أسماء "الحق"، "العدالة" و"الرحمة". في 6 نوفمبر 1949، تم افتتاح النوافذ الزجاجية الملونة التي تم طلبها من صانع الزجاج مونتفولي. ولأن الحضور لم يفهموا معانيها بشكل جيد، اضطر مصممها لشرح دلالتها؛ حيث أن الزجاجة الوسطى التي تحتوي على زهرة السوسن تمثل "الحب والرحمة"، بينما في نافذة أخرى، يمثل الشمعدان "السيدة العذراء". لا يزال من الممكن رؤية أسماء بعض المتبرعين على النوافذ الزجاجية الملونة.

## هندسة المبنى
تم تنفيذ الأعمال بواسطة المقاول نيكوسيو فيفونا استنادًا إلى خطط المهندس المعماري رينيه مويين. كما هو الحال مع العديد من المباني في تلك الفترة، تم استخدام الخرسانة المسلحة بشكل واسع كبديل للحجارة المكعبة التي كانت تُستخدم عادة في بناء الكنائس في الماضي.
تتكون الكنيسة من ثلاث صحون مفصولة بواسطة قوسين كبيرين من الخرسانة المسلحة. يتم الوصول إلى كل من هذه الأقسام عبر باب مدمج في إطار على شكل قوس من النوع القوائمي، حيث يكون الباب المركزي هو الأكبر. تُزين الواجهة بتمثال يمثل الملاك ميخائيل وهو يحمل صليبًا لاتينيًا. فوق القسم الأيمن للكنيسة، يرتفع برج جرس، حيث يتناقص عرضه مع ارتفاعه. كل وجه من هذا البرج مثقوب حتى قمته بشريط من النوافذ المشبكة (الكلوسترا) المكونة من أربعة مربعات مغلقة بألواح من الزجاج. الجزء العلوي من البرج مزود بغطاء مائل على شكل خيمة، يتكون من صفوف من الأسطح المائلة التي تشبه الخيمة.
بنيت الجدران من الخرسانة المسلحة على أساس من الحجارة المكعبة. الجبهة الجانبية اليمنى تحتوي على نافذة طويلة ذات فتحة قوسية مفردة، بالإضافة إلى وردة زجاجية مكونة من خمس فتحات متقابلة. أما الجبهة الجانبية اليسرى، فهي تحتوي على نفس الوردة الزجاجية، ولكن النافذة العالية تم استبدالها بنافذة تحتوي على فتحتين مزدوجتين.
لممر (النارتكس) عند مدخل الكنيسة مفصول أيضًا عن الأقسام الداخلية بواسطة أقواس قوائم مصنوعة من الخرسانة المسلحة. كما تم استخدام نفس المادة في بناء القبو على شكل قبو مدبب في القسم المركزي للكنيسة. أما الجزء المستدير الحنية (الأبصيدة) الذي يتميز بشكله المستطيل، فهو مزين بصليب لاتيني كبير.

## البناء بعد الاستقلال
أظهر التعداد السكاني لعام 1952 أن رعية فرانسفيل تضم 2,500 كاثوليكي، منهم 406 يمارسون الدين. بعد أربع سنوات، أدى استقلال تونس إلى مغادرة العديد من الأوروبيين. ومع ذلك، لم يمنع ذلك رئيس أساقفة قرطاج، المونسينيور موريس بيرين، من تدشين الهارمونيوم الكهربائي الجديد في 16 فبراير 1958. ولكن في ذلك الوقت، لم يتبق سوى 160 عائلة من بين 700 عائلة كانت تعيش في الرعية في عام 1954.
|      | المعموديات | حفلات الزفاف | الدفن |
| ---- | ---------- | ------------ | ----- |
| 1953 | 62         | 20           | 15    |
| 1954 | 66         | 13           | 18    |
| 1955 | 61         | 22           | 15    |
| 1956 | 50         | 17           | 20    |
| 1957 | 54         | 15           | 9     |
| 1958 | 23         | 10           | 9     |

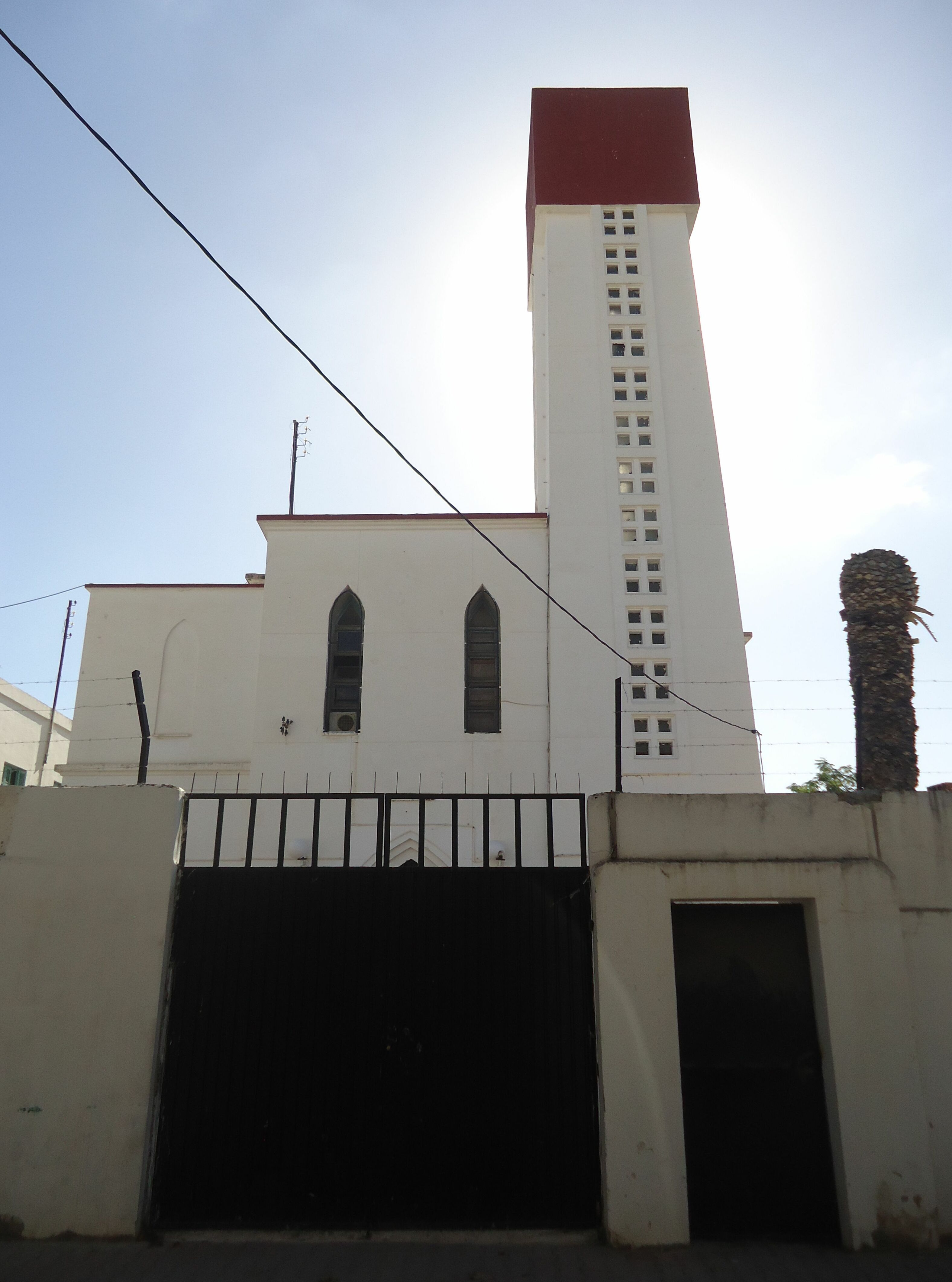
المدخل الرئيسي من الجهة الشمالية الغربية.
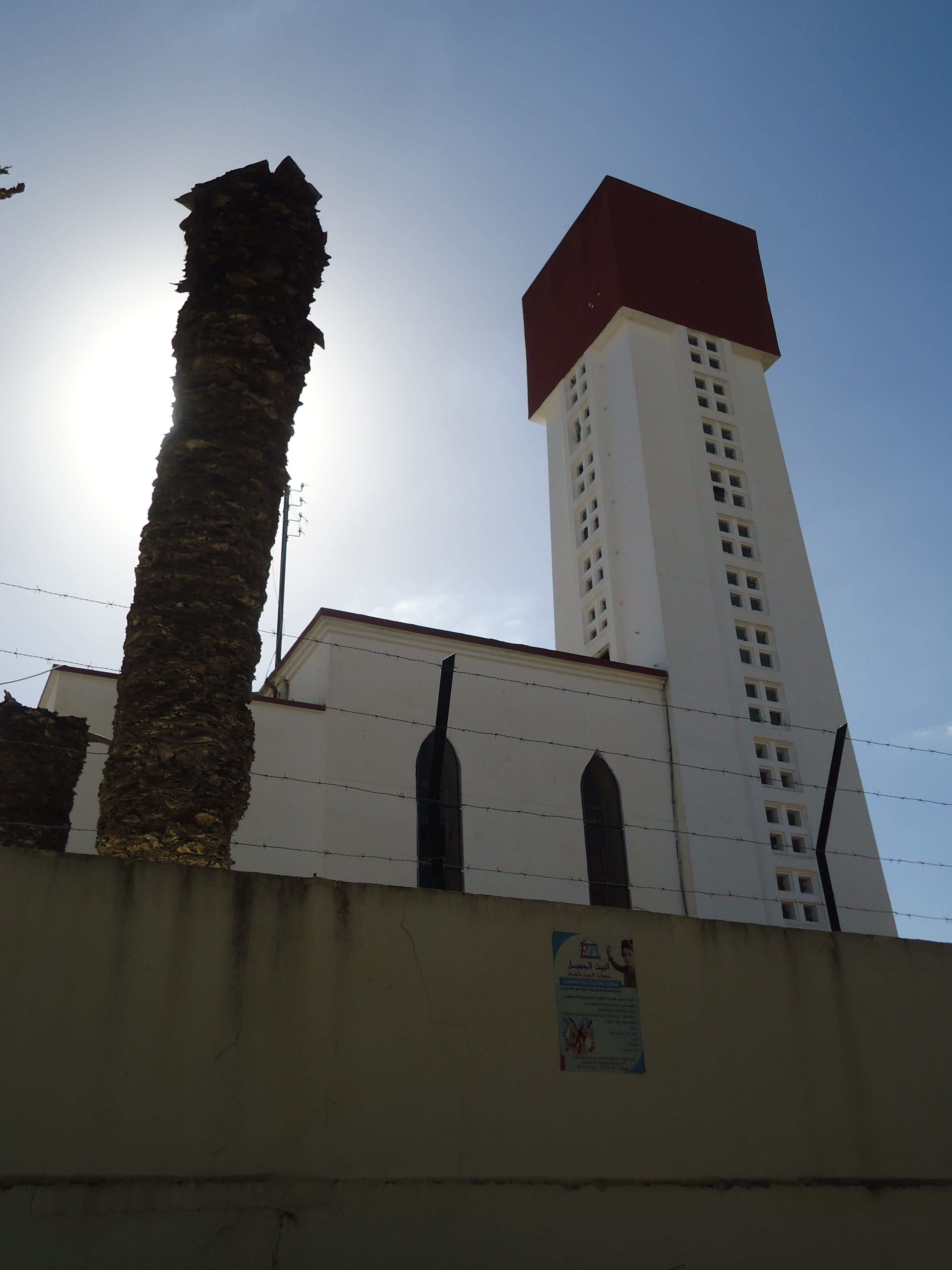
واجهة شمالية غربية.
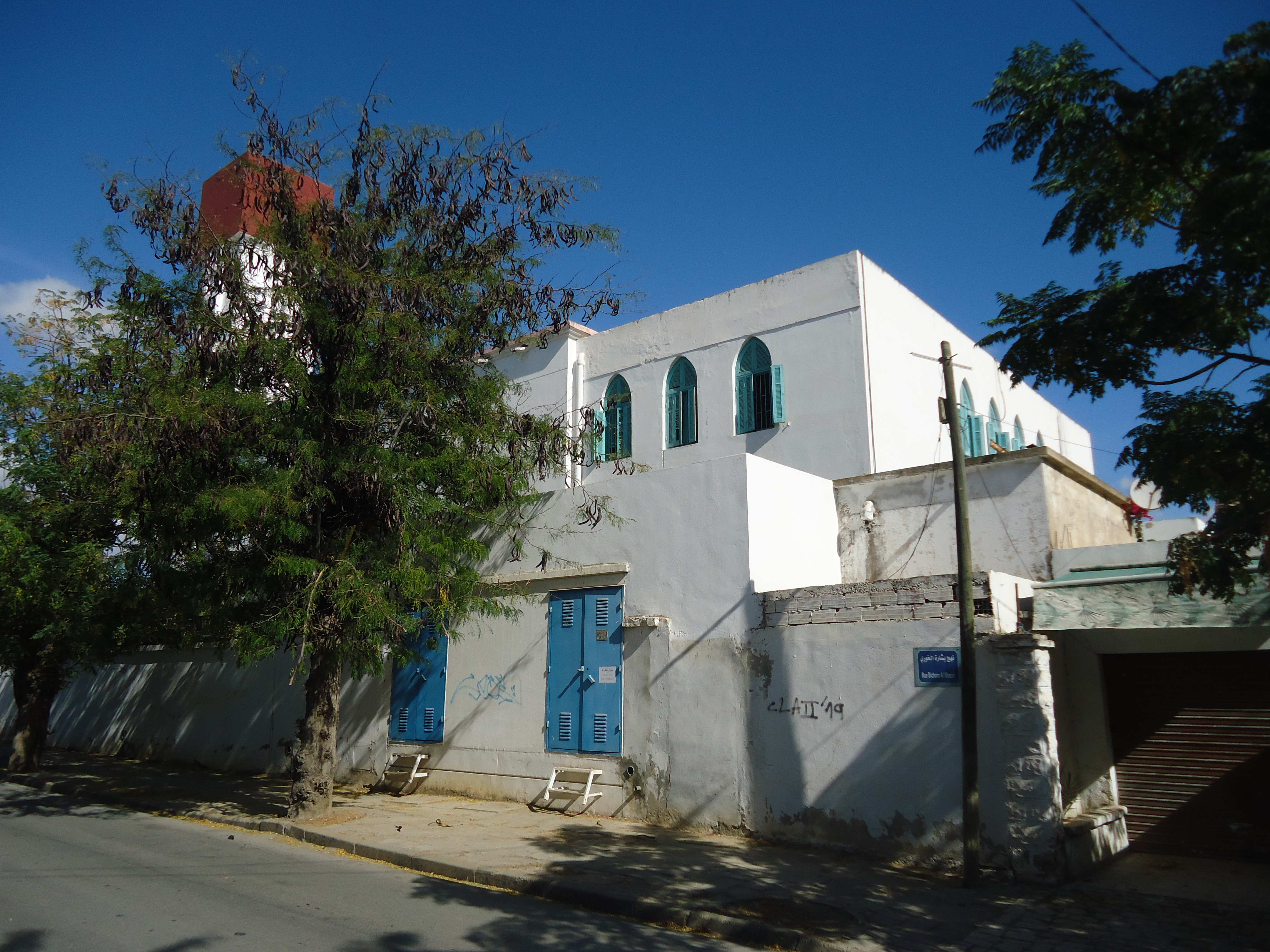
واجهة جنوبية غربية.
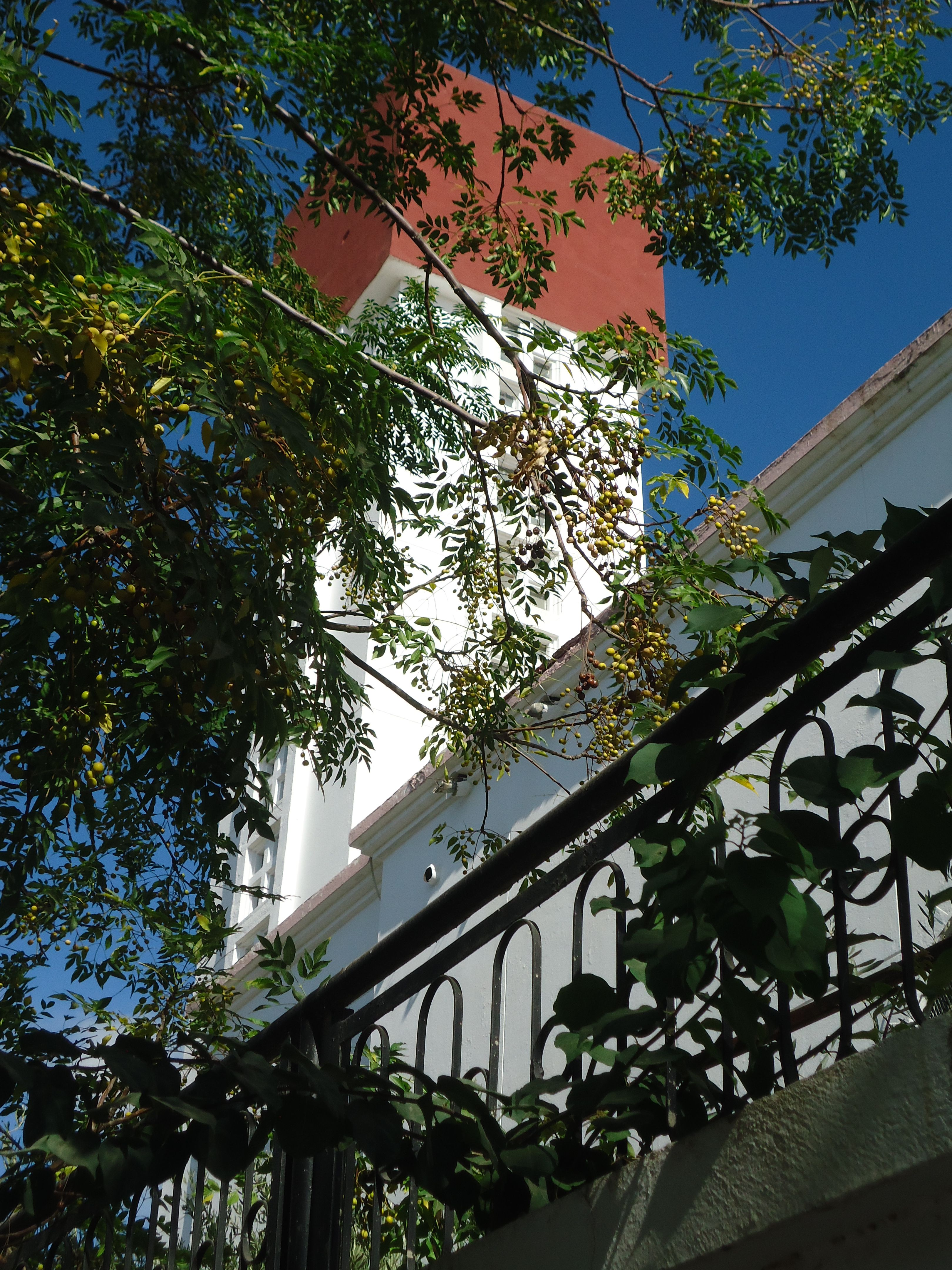
برج الجرس كما يظهر من الجنوب الغربي.

## كهنة الرعية
- الأب أبيلا (1940-1948) ؛
- الأب روست (1948-1964).

## الملاحظات والمراجع
1. ↑  وصلة مرجع: https://www.pist.tn/jort/2024/2024F/Jo0162024.pdf.
2. 1 2 3  قالب:Bibliographie.
3. ↑  قالب:Bibliographie.
4. ↑  Saloua Ouerghemmi (2011), Les églises catholiques de Tunisie à l'époque coloniale : étude historique et architecturale (بالفرنسية), Tours: université de Tours, p. 222, QID:Q116037515.
5. ↑  (Dornier 2000, p. 196).
6. ↑  (Ouerghemmi 2011, p. 228).
7. ↑  (Ouerghemmi 2011, p. 224).
8. ↑  (Ouerghemmi 2011, p. 225).
9. ↑  (Ouerghemmi 2011, p. 227).
10. ↑  (Dornier 2000, p. 197).
11. ↑  Dornier 2000، صفحة 197.